# Чупахин, Олег Николаевич
Оле́г Никола́евич Чупа́хин (род. 9 июня 1934, Троицк, Челябинская область) — советский и российский химик-органик, академик РАН (1992), доктор химических наук (1978). Директор Института органического синтеза УрО РАН (1993—2003). Лауреат Государственной премии Российской Федерации (2011).

## Биография
Родился в Троицке Челябинской области.
Окончил с отличием в 1957 году химико-технологический факультет Уральского политехнического института (УПИ), где и работал аспирантом, старшим научным сотрудником, доцентом, профессором кафедры органической химии. В 1976 году защитил докторскую диссертацию «Нуклеофильное замещение водорода в азинах». В УПИ (затем в УГТУ-УПИ) руководит кафедрой органической химии, проблемной лабораторией физиологически активных веществ, был деканом химико-технологического факультета. В 1989 году возглавил Отдел тонкого органического синтеза Института органического синтеза УрО РАН, с 1993 по 2003 год являлся директором созданного на базе отдела Института органического синтеза УрО РАН (ИОС УрО РАН). В 1987 году избран членом-корреспондентом АН СССР. В 1992 году — академиком РАН.
Чупахин О. Н. — председатель Объединённого учёного совета УрО РАН по химическим наукам, председатель диссертационного совета, руководитель раздела «Здоровье населения» региональной научно — технической программы «Урал», член Совета РФФИ, член Национального комитета российских химиков, член редколлегии «Журнала органической химии», член редакционного совета «Вестника Уральского отделения РАН», член Международного гетероциклического общества, член Международного союза антивирусных соединений, член Межведомственного научного совета по конвенционным проблемам химического и биологического оружия.

## Научная деятельность
Ученик академика И. Я. Постовского, О. Н. Чупахин является крупным специалистом в области органической химии, а также химии лекарственных веществ. Им и его исследовательской группой проведены имеющие мировой приоритет обширные систематические исследования реакций нуклеофильного ароматического замещения водорода. Написан первый в мировой литературе обзор по этим реакциям (1976), первая книга (1994), сформулированы основы теории и практики нуклеофильного ароматического замещения водорода. С использованием методологии нуклеофильной атаки на незамещённый углерод, разработаны оригинальные, в том числе принципиально новые синтетические методы построения разнообразных органических соединений, предназначенных, главным образом, для биологических испытаний: предложены одностадийные региоселективные методы построения сложных гетероциклических структур, в том числе каркасных, алкалоидоподобных, супрамолекулярных соединений. Предложенный им для реакций нуклеофильного замещения водорода символ SNH получил широкое хождение в мировой литературе. Серьёзный вклад сделан в химию гетероароматических катионов, выявлены черты их сходства и отличия по сравнению с аренониевыми катионами. О. Н. Чупахин также занимается химией фторсодержащих соединений, в том числе гетероциклических, а также химическими аспектами охраны окружающей среды.
Им вместе с сотрудниками также открыта новая группа противовирусных препаратов широкого спектра действия, разработана технология антибактериального препарата пефлоксацин, успешно внедряется новое противотуберкулёзное средство, ведутся исследования кардиотропных, противоопухолевых веществ и др.
Автор 6 монографий, более 550 публикаций.

## Избранная библиография
- Нитроазины / В. Л. Русинов, О. Н. Чупахин; Отв. ред. В. М. Власов; АН СССР, Сиб. отд-ние, Новосиб. ин-т орган. химии. — Новосибирск: Наука: Сиб. отд-ние, 1991. — 346,[3] с.: ил.; 22 см; ISBN 5-02-029259-1
- Фторсодержащие трикарбонильные соединения: Получение, свойства, реакции, синтез гетероциклов / В. И. Салоутин, Я. В. Бургарт, О. Н. Чупахин; Рос. акад. наук. Ур. отд-ние. Ин-т орган. синтеза. — Екатеринбург: УрО РАН, 2002. — 240, [2] с.: табл.; 20 см; ISBN 5-7691-1221-2
- Химическая функционализация полихлорированных бифенилов: новые достижения / [Т. И. Горбунова (отв. ред.), М. Г. Петрова, В. И. Салоутин, О. Н. Чупахин]; Федеральное агентство научных организаций, Федеральное государственное бюджетное учреждение науки Институт органического синтеза им. И. Я. Постовского Уральского отделения Российской академии наук. — Екатеринбург: Изд-во Уральского ун-та, 2018. — 727 с.: ил., табл.; 21 см; ISBN 978-5-7996-2432-3: 300 экз.

### Учебные пособия
- Ионообменные материалы, их синтез и свойства: Учеб. пособие / Е. И. Казанцев, В. С. Пахолков, З. Ю. Кокошко, О. Н. Чупахин; М-во высш. и сред. спец. образования РСФСР. Уральский политехн. ин-т им. С. М. Кирова. — Свердловск: [б. и.], 1969. — 149 с.: ил.; 22 см.
- Противовирусные органические соединения: учебное пос. для студентов, … по направлению … 18.03.01, 18.04.01 «Химическая технология» / Е. Н. Уломский, В. Л. Русинов, О. Н. Чупахин; Минобрнауки РФ, УрФУ им. Б. Н. Ельцина, [Химико-технологический институт]. — Екатеринбург: Изд-во Уральского ун-та, 2017. — 88, [3] с.; 20 см; ISBN 978-5-7996-2149-0: 50 экз.
- Реакции нуклеофильного замещения водорода в аренах и гетероаренах: учеб. пос. для студентов … по направл. 18.03.01, 18.04.01 «Химическая технология», 04.04.01 «Химия» / О. Н. Чупахин, В. Н. Чарушин, Э. В. Носова [и др.]; под общ. ред. И. А. Утеповой; Миннауки и ВО РФ, Уральский ФУ им. Б. Н. Ельцина, [Химико-технологический институт]. — Екатеринбург: Изд-во Уральского ун-та, 2020. — 87, [3] с.: ил.; 24 см; ISBN 978-5-7996-3095-9: 100 экз.

## Награды
- 1986 — Лауреат премии Всесоюзного химического общества им. Д. М. Менделеева
- 1990 — Лауреат премии Совета Министров СССР
- 1995 — Орден Дружбы
- 1998 — Лауреат премии Международного академического издательства «Наука»
- 2003 — Орден Почёта
- 2004 — Лауреат премии имени И. Я. Постовского
- 2004 — Почётный доктор Ростовского государственного университета
- 2004 — Почётный профессор УГТУ-УПИ
- 2005 — Лауреат премии имени Н. Д. Зелинского
- 2007 — Лауреат Демидовской премии[1]
- 2007 — Лауреат независимой премии поощрения высших достижений в области науки «Триумф»
- 2007 — Знак отличия «За заслуги перед Свердловской областью» III степени[2]
- 2008 — Лауреат премии имени В. Н. Татищева и Г.В. де Генина в области науки, техники и медицины
- 2008 — LXIV Менделеевский чтец
- 2009 — Почётный гражданин Екатеринбурга[3]
- 2012 — Лауреат Государственной премии Российской Федерации — за крупный вклад в развитие органического синтеза, разработку инновационных технологий производства лекарственных средств и материалов, в том числе специального назначения
- 2015 — Медаль имени И. Я. Постовского (УрО РАН) — за работу «Концепция нуклеофильного замещения водорода»
- 2016 — Лауреат Российской в категории «Лучшее исследование в России»[4].